# کیم سونگ-گیو (بازیکن بسکتبال)
کیم سونگ-گیو (انگلیسی: Kim Seung-gyu؛ زادهٔ ۱۹ ژانویهٔ ۱۹۴۳) بازیکن بسکتبال اهل کره جنوبی بود. وی در بازی‌های المپیک تابستانی ۱۹۶۴ شرکت کرده‌است.